# Hyla savignyi
Hyla savignyi es una especie de anfibio anuro de la familia Hylidae.

## Distribución geográfica
Esta especie se encuentra en Asia occidental y el sur de Transcaucasia, desde 400 m sobre el nivel del mar en Jordania hasta más de 1800 m sobre el nivel del mar en:
- Chipre;
- Líbano;
- el oeste de Jordania;
- el oeste de Siria;
- el sudeste de Turquía;
- Irán en las montañas Zagros, y una población aislada en la provincia de Golestan;
- el norte de Irak;
- Azerbaiyán;
- Armenia;
- Georgia;
- Israel;
- el Sinaí en Egipto.[5]

## Descripción
Mide de 30 a 47 mm.

## Taxonomía
Los estudios genéticos de Stöck, Dubey, Klütsch, Litvinchuk, Scheidt y Perrin en 2008 y luego de Gvoždík, Moravec, Klütsch y Kotlík en 2010 han demostrado que dos especies distintas se confundieron previamente: Hyla savignyi y Hyla felixarabica.

## Etimología
Esta especie lleva el nombre en honor a Jules-César Savigny.

## Publicación original
- Audouin, 1827: Explication sommaire des planches de Reptiles (supplément) ... offrant un exposé des caractères naturelles des genres, avec la distinction des espèces, Description de l'Égypte, ou Recueil des Observations et des Recherches qui ont été faites en Égypte pendant l'expédition de l'Armée Française, publie par les Ordres de sa Majesté l'Empereur Napoléon le Grand. Histoire Naturelle, vol. 1 (Histoire Naturelle), fasc. 4, p. 161-184[6]